# Даркуш-Казмалярский сельсовет
Даркуш-Казмалярский сельсовет — упразднённая административно-территориальная единица в Сулейман-Стальском районе Республики Дагестан Российской Федерации. Преобразовано в сельское поселение «село Даркуш-Казмаляр». Административный центр — село Даркуш-Казмаляр.

## География
Расположено в бассейне реки Гюльгерычай.

## Топоним
Известен был также как Даркушказмалярский сельсовет.

## Состав
| № | Населённый пункт | Тип населённого пункта       | Население |
| - | ---------------- | ---------------------------- | --------- |
| 1 | Даркуш-Казмаляр  | село, административный центр | →2787     |

### Упразднённые населённые пункты
Векеляр-Казмаляр, Даркуш — упразднённые сёла.